# 坎貝爾 (佛羅里達州)
坎貝爾（英語：Campbell）是位於美國佛羅里達州奧西歐拉縣的一個人口普查指定地區。

## 地理
坎貝爾的座標為28°15′38″N 81°27′01″W / 28.26056°N 81.45028°W，而該地最高點為海拔高度23米（即75英尺）。

## 人口
根據2010年美國人口普查的數據，坎貝爾的面積為5.00平方千米，當中陸地面積為4.90平方千米，而水域面積為0.10平方千米。當地共有人口2479人，而人口密度為每平方千米495人。